# Cary Plantation
Cary Plantation es una plantación ubicada en el condado de Aroostook en el estado estadounidense de Maine. En el Censo de 2010 tenía una población de 218 habitantes y una densidad poblacional de 4,49 personas por km².

## Geografía
Cary Plantation se encuentra ubicada en las coordenadas 45°58′47″N 67°50′50″O / 45.97972, -67.84722. Según la Oficina del Censo de los Estados Unidos, Cary Plantation tiene una superficie total de 48.58 km², de la cual 48.58 km² corresponden a tierra firme y (0%) 0 km² es agua.

## Demografía
Según el censo de 2010, había 218 personas residiendo en Cary Plantation. La densidad de población era de 4,49 hab./km². De los 218 habitantes, Cary Plantation estaba compuesto por el 92.2% blancos, el 0% eran afroamericanos, el 1.83% eran amerindios, el 4.13% eran asiáticos, el 0% eran isleños del Pacífico, el 0% eran de otras razas y el 1.83% pertenecían a dos o más razas. Del total de la población el 5.05% eran hispanos o latinos de cualquier raza.